# پی‌ده
پی‌ده، روستایی است از توابع بخش کجور شهرستان نوشهر در استان مازندران ایران. این روستا بزرگترین روستا در منطقه میخساز کجور می‌باشد

## جمعیت
این روستا در دهستان زانوس‌رستاق قرار دارد و براساس سرشماری مرکز آمار ایران در سال ۱۳۸۵، جمعیت آن ۷۰۰ نفر (۲۸۰خانوار) بوده‌است. مردم پیده از قومیت طبری هستند و به زبان طبری به گویش کجوری که به گویش مردم شهرستان نور و چالوس شباهت دارد صحبت می‌کنند.